# Rhaphidicyrtis trichosporella
Rhaphidicyrtis trichosporella är en svampart som först beskrevs av William Nylander och fick sitt nu gällande namn av Edvard Vainio. 
Rhaphidicyrtis trichosporella ingår i släktet Rhaphidicyrtis, ordningen Pyrenulales, klassen Eurotiomycetes, divisionen sporsäcksvampar och riket svampar. Inga underarter finns listade i Catalogue of Life.